# Gennosuke Fuse
Gennosuke Fuse (en kanyi 布施 現 之 助 ,nacido el 24 de enero de 1880 en Otaru, isla de Hokkaido y fallecido el 12 de diciembre de 1946) fue un anatomista japonés de la era Meiji.
Se graduó de la facultad de Medicina de la Universidad de Tokio. Luego estudió en Suiza. Fue auxiliar en la Universidad de Zúrich 1907 a 1911 y de 1914 a 1916 y trabajó con Constantin von Monakow.

En su honor se designa el epónimo del núcleo de Kölliker-Fuse.